# Esferoide prolato

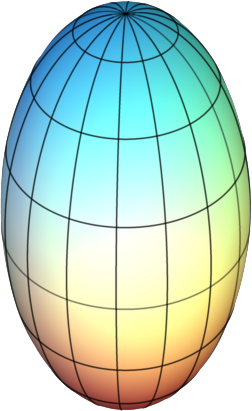
Um eferoide prolato

Um esferoide prolato é um esferoide cujo eixo polar é maior do que o eixo equatorial, definição inversa ao do esferoide oblato, cujo eixo equatorial é maior do que o eixo polar.

## Propriedades

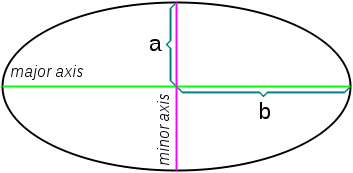
Um esferoide prolato pode ser formado rotacionando uma elipse em torno de seu semi-eixo maior.

Sua área de superfície S é dada como:
{\displaystyle S_{\rm {prolato}}=2\pi a^{2}\left(1+{\frac {c}{ae}}\sin ^{-1}e\right)} onde {\displaystyle e^{2}=1-{\frac {a^{2}}{c^{2}}}.}
Seu volume V é dado como:
{\displaystyle V={\frac {4}{3}}\pi a^{2}b}

## Exemplos

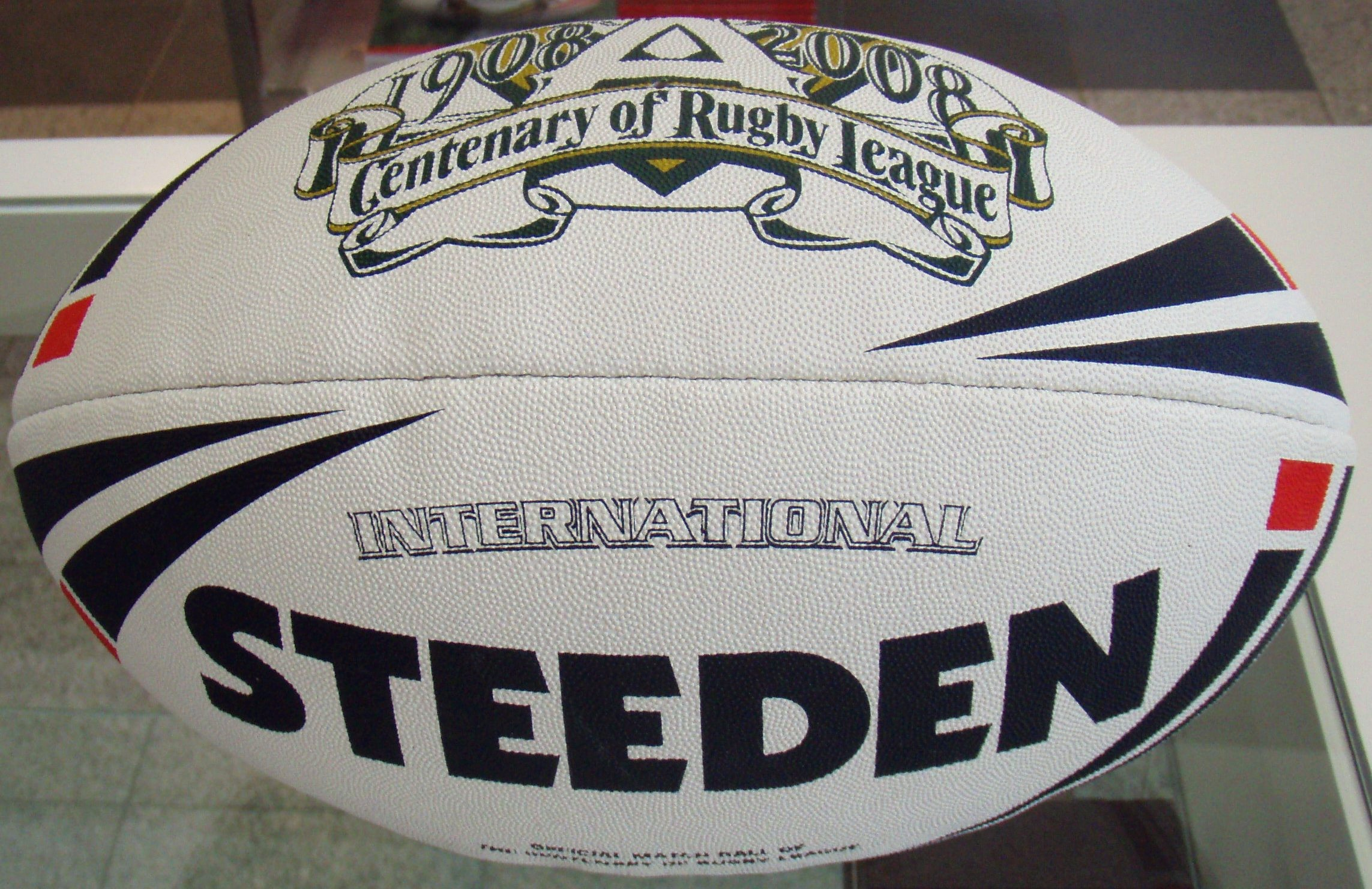
Uma bola de rugby

Sua forma lembra às bolas de rugby e de futebol americano, embora tais bolas não sejam exatamente esferoides prolatos: suas formas são o resultado da intersecção de dois círculos (conhecido simbologicamente como vesica piscis) em rotação ao longo do eixo maior.
Vários satélites do Sistema Solar, como Mimas, Encélado e Tétis (satélites de Saturno) e Miranda (satélite de Urano), têm a forma aproximada de um esferoide prolato (embora sejam precisamente elipsoides escalenos. Ao contrário de corpos celestes maiores, cuja rotação força-os a adquirir a forma de um esferoide oblato, como a Terra, tais satélites assumem a forma de um esferoide prolato devido às forças de maré. Nota-se que o eixo maior está no mesmo plano em relação à órbita do satélite, e não em paralelo com seu eixo polar.
O satélite joviano Io é o exemplo mais destacado: as forças de maré de Júpiter o deformam e provocam intenso vulcanismo. A Nebulosa do Caranguejo (M1) também tem a forma de um esferoide prolato. A distribuição de prótons e nêutrons no núcleo atômico também é esférica, prolata ou oblata, e resulta da competição entre a repulsão dos prótons, da tensão superficial e do efeito quântico de cascas.